# Daisy
|  | For det Aarhusianske orkester, se Daisy (band) |
Daisy er en arkivdatabase udviklet af Rigsarkivet. Det er en elektronisk registratur over Statens Arkivers samlinger. Databasen tilgås fra Statens Arkivers hjemmeside.
Daisy bliver løbende opdateret, blandt andet i takt med at arkivalier bedre registeres eller nye kommer til, man søge og finde oplysninger om myndigheder, institutioner, virksomheder, foreninger og personer som har skabt arkivserierne.
Ved nogle arkivalier i Daisy kan man finde et link til at se og læse arkivalierne, som af Statens Arkiver er blevet scannet og gjort tilgængelige, man kan også benytte onlinetjenesten Arkivalieronline, hvor man igennem temaoversigter kan søge eller finde det man leder efter.

## Ekstern henvisning
- Beskrivelse af Daisy hos Rigsarkivet Arkiveret 17. marts 2015 hos  Wayback Machine

|  | Denne artikel om noget teknisk eller videnskabeligt kan blive bedre, hvis der indsættes et (bedre) billede. Du kan hjælpe ved at afsøge Wikimedia Commons for et passende billede eller lægge et op på Wikimedia Commons med en af de tilladte licenser og indsætte det i artiklen. |